# 제5회 시네마 디지털 서울
제5회 시네마 디지털 서울은 2011년 8월 17일에 열린 시상식이다.

## 수상 및 후보

### 레드카멜레온상
- 올드독 - 페마 체덴 수상

### 블루카멜레온상
- 플라잉 피쉬 - 산지와 푸쉬파쿠마라 수상

### 그린카멜레온상
- 올드독 - 페마 체덴 수상

### 화이트카멜레온상
- 올드독 - 페마 체덴 수상

### 무비꼴라쥬상
- 버섯 - 비묵티 자야순다라 수상
- U.F.O. - 공귀현 수상

### 버터플라이상
- 이상,한가역반응 - 최진성 수상
- 밀월도 가는 길 - 양정호 수상
- [[수선화[火]]] - 박종철 수상

### 블루카멜레온상-특별언급
- 풍비박산 - 쉬 통 수상

### 레드카멜레온상-특별언급
- 플라잉 피쉬 - 산지와 푸쉬파쿠마라 수상

### 버터플라이-특별언급
- 불멸의 사나이 - 문병곤 수상

### 아시아경쟁
- 플라잉 피쉬 - 산지와 푸쉬파쿠마라
- 굿모닝 투 더 월드 - 히로하라 사토루
- 환호성 - 정재훈
- 마지막 밤나무 - 자오 예
- 러브 애딕션 - 우치다 노부테루
- 룸피니 - 치라 위차이수디쿨
- 광부들 - 바이 부단
- 버섯 - 비묵티 자야순다라
- 올드독 - 페마 체덴
- 오리온 - 자마니 에스마티
- 감옥과 천국 - 다니엘 루디 하리얀토
- 풍비박산 - 쉬 통
- 태양의 길목 - 송태가
- 워터 핸드 - 블라디미르 토도로비치
- 옥시즌 - 센게도르지 잔치브도르지

### 버터플라이
- 폭력의 미학 - 심덕근
- 창피해 - 김수현
- 보라 - 이강현
- 작별들 - 김백준
- 피로 - 김동명
- 불멸의 사나이 - 문병곤
- 고스트 - 이정진
- 소굴 - 이창희
- 에일리언 비키니 - 오영두
- 밀월도 가는 길 - 양정호
- 이상,한가역반응 - 최진성
- 퍼플맨 - 김탁훈
- 이방인들 - 최용석
- U.F.O. - 공귀현
- [[수선화[火]]] - 박종철

### 퍼스펙티브
- 부송 - 아우라에우스 솔리토
- 달빛 길어올리기 - 임권택
- 임권택 감독의 달빛 만들기 - 김홍준
- 라이프 인 어 데이 - 케빈 맥도널드
- 논두렁 댄디 - 이시이 유야
- 원스 어폰 어 타임 인 아나톨리아 - 누리 빌게 제일란
- 투게더 - 자오량
- 진디크 - 미셸 클레이피
- 일상의 유토피아 - 쑨쉰
- 마술사의 거짓말 - 쑨쉰
- 거짓말 - 쑨쉰
- 레퀴엠 - 쑨쉰
- 영웅부재 - 쑨쉰
- 흑색단어 - 쑨쉰
- 인민공화동물원 - 쑨쉰
- 광대의 혁명 - 쑨쉰
- 머리카락 × 6 - 이실드 르 베스코 외 5명
- 생의 13분 - 관금붕
- M 호텔 - 아피찻퐁 위라세타쿤
- 퍼플 - 브리얀테 멘도사
- 사인 불명 - 호 유항
- 붉은 대지 - 나탁요
- 시그래프아시아 2010 ET - 미상

### CinDi 익스트림
- 테러리스트들 - 툰스카 빤시티보라꿀
- 매드하우스 베이징 로큰롤 - 리홍치
- 몸의 기억 - 울로 피코프
- 디지털 로토스코프 놀이공원 - 밥 새비스턴
- 라반 댄스 - 토니 힐
- 교차로의 오아시스 - 토니 힐
- 3D 입체 도쿄 풍속도 - 고시마 가즈히로

### CinDi 익셉셔널
- 대니 보이 - 마렉 스크로벡키
- 아웃사이드 사탄 - 브루노 뒤몽
- 서바이빙 라이프 - 얀 슈반크마이에르

### CinDi 올나잇
- 불멸의 사나이 - 문병곤
- 고스트 - 이정진
- 퍼플맨 - 김탁훈
- 죽엄의 상자 - 김기영
- 슬리핑 뷰티 - 카트린 브레야
- 히글티 피글티 팝! - 크리스 라비스 외 1명
- 우라노스 - 일레나 걸린
- 스탠리 피클 - 빅토리아 마더
- 투실라고 - 요나스 오델
- 더 원더 호스피털 - 베옴식 심

### CinDi 스마트
- 파란만장 - 박찬욱 외 1명
- faces places - 김병서
- 지상의 밤 - 김지용
- 맛있는 상상 - 봉만대
- 농반진반 - 정정훈
- Bang! - 조용규
- Bang! - 홍경표
- 세로본능 - 이호재

### 디지털 복원
- 죽엄의 상자 - 김기영